# خاتونية الجرنية (الرقة)
خاتونية الجرنية قرية سورية تتبع ناحية الجرنية في منطقة الثورة في محافظة الرقة. بلغ عدد سكانها 1852 نسمة في عام 2004 حسب إحصاء المكتب المركزي للإحصاء.